# Симаков, Олег Александрович
Олег Александрович Симаков (3 января 1976, Александров, Владимирская область) — российский футболист, полузащитник. Мастер спорта Украины.

## Биография
В 10 лет стал заниматься в футбольной секции, первый тренер Дмитрий Васильевич Белов. В первенстве России играл в первой и второй лигах за «Торпедо» Владимир (1993—1995) и «Спартак» Рязань (1996—1997). В 1998—2001 годах выступал за украинский «Кривбасс», финалист Кубка Украины 1999/2000. Завершил профессиональную карьеру из-за серьёзной травмы.
Вернулся в Александров, где выступал за «Фаэтон» (2007, 2008). Впоследствии — тренер детской и юношеской команд ФК «Фаэтон» (по сост. на 2013), руководитель МБУ «ЦФКиС детей и юношества „Рекорд“», председатель федерации футбола Александровского района (с апреля 2012), директор стадиона «Рекорд» (по сост. на 2018),
Женат, двое детей: дочь и сын.